# 키노모토 후지타카
키노모토 후지타카(木之本 藤隆 기노모토 후지타카[*], 번안:유익한)는 《카드캡터 사쿠라》의 등장인물이다. 사쿠라(번안:유체리)와 토우야(번안:유도진)의 아버지이자 나데시코(번안:임소하)의 남편으로, 고고학을 가르치는 대학강사다.

## 소개
요리를 잘하며 온화하고 자상한 성격으로 평소 경어를 사용하여 가족들에게도 존칭을 붙이지만, 바쁜 일때문에 가정에 소홀할 때가 많다. 기본적으로 웃는 인상으로 집에서는 원숭이 슬리퍼를 신고 있다.
토우야와 사쿠라의 뛰어난 운동능력은 후지타카에게 물려받은 것으로, 운동 능력이 좋지 못하던 아내 나데시코와 달리 후지타카는 가족들 중 가장 운동능력이 뛰어나다. 나데시코는 생전에 음악을 잘 하여 토우야에게 오르간과 바이올린을 가르쳤을 정도지만, 후지타카는 음악은 딱 질색이다. 마력이나 영감을 가지고 있지 않기 때문에 《크로우 카드》에 관련 된 사건은 전혀 모르지만, 크로우 카드가 들어있던 책은 후지타카의 서고에서 발견되었다.
나데시코가 고등학생일 때 후지타카는 같은 학교의 교생으로 만났는데, 나무 위로 올라간 나데시코가 후지타카 위로 떨어졌다. 나데시코를 처음 본 후지타카는 "하늘에서 천사가 떨어진 줄 알았는걸." 이라고  말한다. 이후 사랑에 빠진 두 사람은 가족들의 반대를 무릅쓰고 후지타카가 25세 일 때 9살 연하의 나데시코와 결혼했다. 그 후 나데시코의 친정 쪽과는 멀어졌는데, 이때 가장 큰 반대를 한 것이 나데시코의 조부 '아마미야 마사키'와 사촌 자매 '다이도우지 소노미(번안:임창하)'로 결혼 후 나데시코와 같은 학교에 다닌 제자 소노미와는 토모에다 초등학교(번안:우수초등학교)에서 재회해 '가족과 함께 뛰는 100m 달리기 시합'을 하게 된다. 1등으로 들어온 후지타카 뒤로 들어온 소노미는 고등학교 때부터 계속 후지타카에게 나데시코를 빼앗기지 않으려고 수 없는 결투를 신청해도 늘 지기만 했다며 후지타카를 원망하자, 일부러 져주면 나데시코를 얼마나 아끼는지 잘 아는 소노미에게 더 미안하니까 늘 최선을 다했다고 한다.
원작에서 후지타카는 크로우 리드의 둘로 나뉜 환생 중 하나로, 사쿠라는 크로우 리드의 또 다른 환생인 에리오루(번안:에리얼 신)를 후지타카와 비슷하다고 느낀다. 크로우 리드의 기억과 마력은 에리오르만 계승했으며, 후지타카는 에리오르의 마법에 걸리지 않는 유일한 존재다. 사쿠라 카드 편 후반의 에리오르는 사쿠라에게 자신의 정체를 밝히고 후지타카 역시 크로우 리드의 환생이라고 말하고 자신만이 갖고 있던 크로우 리드의 마력을 반으로 나눠 주는데, 그 후 후지타카는 수호령이 된 나데시코와 재회한다. 원래 후지타카는 마력이나 영적인 힘은 없었지만, 크로우 리드의 환생인 영향으로 마력의 소질과 파동은 토우야와 사쿠라에게 계승되었다. 애니메이션에서는 크로우 리드의 환생 설정이 사라지고 에리오루의 마법에 걸렸었다.

### 내용주
1. ↑  나데시코가 27세에 병사했는데, 만날 헬렐레 한다며 타박하는 소노미의 말에 "...울지 않겠다고 나데시코랑 약속 했으니까"라는 말을 한다. 《카드캡터 체리》. ISBN 0000062405. 2권 28쪽.

### 참조주
1. ↑  ISBN ‭2003310011702‬
2. 1 2 3 4 5 6 7 8 9 10  인물 프로필. 《카드캡터 사쿠라》. ISBN 2003310011702‬. 2권 89쪽.
3. ↑  카드캡터 사쿠라 오리지널 드라마 앨범 1 ~ 사쿠라와 엄마의 오르간 ~